# De bangeschieters
De bangeschieters is een stripverhaal uit de reeks van Suske en Wiske. Het is geschreven door een scenario- en tekenteam onder leiding van Peter Van Gucht en Luc Morjaeu. Het wordt gepubliceerd in De Standaard en Het Nieuwsblad vanaf 2 maart 2006. De eerste albumuitgave was op 10 mei 2006.

## Locaties
Dit verhaal speelt zich af op de volgende locaties:
- België, kermis, café Onder de Zee, vliegveld, Texas, Dallas, Dallas Airport, Tremble Valley, benzinestation, Coward’s End, indianendorp.

## Personages
In dit verhaal komen de volgende personages voor:
- Suske, Wiske, tante Sidonia, Lambik, kermisexploitant, dokter, Tom (barman), cafégasten, Ray Carabine (onhandige gangster), Rita (persoonlijk psychologe), politie, medewerkers vliegveld, autoverkoper, taxichauffeur, supermarktmedewerkster, Platgereden Egel (Larry), Gegrilde Forel (Ronnie), Wijze Gier, indianen, Jack the Killer.

## Het verhaal
Jerom is met professor Barabas voor drie maanden op een studiereis en Lambik wint in de schiettent op de kermis als troostprijs (omdat hij niets raak heeft geschoten) een oude cowboyhoed. Wanneer hij hem opzet blijkt even later dat hij hem niet meer af kan zetten. Hij vraagt nieuwe kogeltjes en schiet dan alles raak, met alle knuffels komt hij met Suske en Wiske bij tante Sidonia. Een dokter komt langs en raadt aan de hoed operatief te laten verwijderen, maar dan roept Lambik dat hij Jack the Killer is en begint te schieten. Lambik ontsnapt en roept nog dat hij naar Coward’s End gaat. In een café demonstreert Lambik opnieuw zijn schietkunsten en wordt door Ray Carabine gevraagd hem te helpen. Als de politie komt kan Lambik ontsnappen en Ray besluit hem met Rita te achtervolgen. Suske, Wiske en tante Sidonia gaan naar het huis van Lambik, maar hij is niet thuis. Ze gaan naar de kermisexploitant die hen vertelt dat de hoed uit Tremble Valley komt, hij heeft hem gekregen van een oude indiaan. Een natuurpark in de buurt heette Coward’s End en de vrienden besluiten naar Texas te gaan. Lambik sluipt op het vliegveld een hangar voor dierenvervoer binnen en Suske, Wiske en tante Sidonia horen Ray over de magische hoed praten. Het vliegtuig landt in Dallas en de vrienden kopen een oude auto. Lambik komt in een taxi bij Ray en Rita en ze willen de magische hoed, maar Lambik kan ontkomen. Suske, Wiske en tante Sidonia komen drie dagen later aan in Tremble Valley. Ze horen van een supermarktmedewerkster dat veel mensen verdwenen zijn nadat ze naar Coward’s End zijn gegaan. Dan zien de vrienden een poster, Lambik wordt gezocht als gevaarlijke terrorist.
Een indiaan ziet de vrienden en gaat Platgereden Egel waarschuwen, Lambik heeft een lift gekregen en kan aan de politie ontkomen. Ray en Rita proberen hen tegen te houden en Lambik ramt een benzinestation en schiet de auto van zijn achtervolgers kapot. Een vrachtwagenchauffeur ziet de chaos en probeert te helpen, maar Lambik gaat ervandoor in zijn truck. Suske, Wiske en tante Sidonia komen in het verlaten Coward’s End en worden door indianen opgewacht en in het dorp aan palen vastgebonden. Platgereden Egel doet een dans rond de vrienden, maar dan daagt een andere indiaan “Larry” op om normaal te doen. Ronnie, sachem Gegrilde Forel, vertelt dat ze in het reservaat wonen. Lambik wordt opgewacht door Ray en Rita en enkele lokale criminelen, maar doordat hij de magische hoed draagt kan Lambik ontkomen. Ronnie vertelt dat Lambik in gevaar is als hij de hoed draagt, hij vertelt het honderd jaar oude verhaal over de oude tovenaar Wijze Gier. Drie krijgers begeleiden hem op zoek naar zijn laatste rustplaats, maar hij wordt gestoord door Jack the Killer. Wijze Gier vlucht het stadje Coward's End in, maar de bewoners vluchten allemaal hun huizen in en schieten hem niet te hulp. Nadat Jack de indiaan overhoop schiet wordt hij getroffen door een bliksemstraal. Slechts zijn hoed blijft over. De wijze tovenaar stopt de ziel van Jack in de hoed en na honderd jaar zal hij terugkeren om wraak te nemen op de laffe dorpsbewoners. Ook alle bewoners worden betoverd: zij worden cactussen.
De vrienden worden naar de logeerwigwam gebracht en tante Sidonia doet met een indiaan een regendans, wat meteen effect heeft, de volgende dag wachten ze Lambik op in een ravijn. Lambik kan zijn vrienden verslaan en loopt door naar het dorp, de dorpelingen komen als cactussen tevoorschijn en Lambik begint te schieten. De dorpelingen vluchten opnieuw hun huizen binnen. Tante Sidonia probeert Lambik tegen te houden, maar ze wordt neergeschoten en verandert in een cactus. Lambik wil ook Suske en Wiske neerschieten, maar de kinderen vechten terug. De dorpelingen zien het gevecht en krijgen een déjà vu, ze rennen naar buiten en nemen het op voor de kinderen. Lambik schiet twee dorpelingen neer, maar de anderen vallen hem dan aan omdat ze geleerd hebben van hun laffe daad uit het verleden. Wijze Gier komt als gier naar de dorpelingen en vertelt de hoed van Lambik af te pakken, dit lukt nu hij verslagen is en Lambik wordt weer normaal. De Gier wil zijn hoed terug, maar dan komt Ray ertussen en houdt de vrienden onder schot. Ray schiet de gier neer en deze wil de hoed, anders zal hij de dorpelingen weer veranderen in cactussen. De dorpelingen weigeren de vrienden op te geven, en de hoed naar Ray gegooid. Ray en Rita gaan er met de hoed vandoor en de dorpelingen veranderen in cactussen. Als Ray de hoed opzet springt de echte Jack the Killer tevoorschijn en houdt Ray en Rita onder schot, ze worden teruggedreven naar het dorp en Jack gooit de hoed naar de gier. De dorpelingen veranderen weer in mensen en krijgen een tweede kans, Jack wordt door de Wijze Gier meegenomen naar de Eeuwige Jachtvelden. Tante Sidonia is ook weer normaal en Coward’s End is al snel een bruisende gemeenschap. Lambik wordt niet langer gezocht, maar in de woestijn staan twee cactussen en dit zijn Ray en Rita.

### Achtergronden bij het verhaal
- Al eerder zijn Suske en Wiske in een wildwest-avontuur betrokken geweest. In verhalen als Bibbergoud, De Texasrakkers en De gouden locomotief worden avonturen beleefd met cowboys en indianen. De medewerkers van Studio Vandersteen beweren het bij dit verhaal over een andere boeg te hebben gegooid.
- Opvallend is de afwezigheid van professor Barabas en vooral Jerom, die dit keer niet de reddende figuur is aan het eind van het verhaal.
- In dit verhaal komt ook een cameo voor van Stan Laurel en Oliver Hardy als twee vliegveldmedewerkers.
- Coward's End is een woordspeling op het boek Howard's End door E.M. Forster

### Achtergronden bij de uitgaven
- Voor de omslag van de Vierkleurenreeks schetst van Gught steeds enkele ideetjes. Voor dit album zijn er de volgende ontwerpen gemaakt:
  - Lambik met een pistool schietend op een cactus, waarbovenop een adelaar zit; Suske met twee pistolen; Wiske rent verschrikt naar de cactus toe.
  - Lambik met een pistool; Wiske rent verschrikt naar een cactus in de vorm van tante Sidonia; Een adelaar zit op het dak van een huis
  - Lambik met een pistool schietend vanaf een paard; Suske en Wiske op de voorgrond kijken toe
- De eerste publicatie vindt plaats in de dagbladen De Standaard en Het Nieuwsblad met 2 stroken per dag vanaf 2 maart 2006. Er verscheen geen aankondiging. Deze was niet op tijd klaar en verscheen enkele dagen na de start van het verhaal op de website van Studio Vandersteen.